# Pseudocrenilabrinae
Pseudocrenilabrinae – klad w randze podrodziny ryb z rodziny pielęgnicowatych (Cichlidae) obejmujący gatunki występujące w Afryce i na Bliskim Wschodzie. Jest taksonem siostrzanym dla Cichlinae, do której zaliczono pielęgnice występujące w krainie neotropikalnej. Typem nomenklatorycznym podrodziny jest Pseudocrenilabrus.

## Występowanie
Zasięg występowania Pseudocrenilabrinae obejmuje większość kontynentu afrykańskiego, z wyjątkiem terenów pustynnych i skrajnie południowych, oraz niektóre kraje Bliskiego Wschodu (Syria, Izrael i Iran).

## Klasyfikacja
Klasyfikacja biologiczna tej grupy ryb zmieniała się wielokrotnie przez ostatnie 100 lat.
Liczne z zaliczanych do niej rodzajów grupowano w plemiona na podstawie cech morfologicznych. Jednym z badaczy, który wniósł znaczny wkład w poznanie tej grupy ryb był Max Poll, autor jednej z kilku klasyfikacji pielęgnic. Pielęgnice z jeziora Tanganika Poll sklasyfikował w 12 plemionach (w tym 8 jest endemicznych), ale tylko u 5 z tych plemion potwierdzono monofiletyzm.
W jednej z ostatnich propozycji filogenetycznych obejmujących całą podrodzinę Pseudocrenilabrinae wymienione zostały m.in. plemiona Bathybatini, Chromidotilapiini, Cyprichromini, Ectodini, Eretmodini, Haplochromini, Hemichromini, Lamprologini, Limnochromini, Perissodini, Tilapiini, Tropheini i Tylochromini, jednak badania nie potwierdziły monofiletyzmu tak zdefiniowanej grupy, choć większość z tych plemion jest monofiletyczna. Pomimo wielu przeprowadzonych badań filogenetycznych relacje pokrewieństwa oraz czas pojawienia się afrykańskich pielęgnic pozostawały nieustalone. Problematycznymi taksonami były Heterochromis, kameruńska Etia nguti oraz jeden z najliczniejszych w gatunki, parafiletyczny, obejmujący panafrykańskie tilapie – „Tilapiini”.
Postęp w ustalaniu filogenezy pielęgnic przyniosły badania molekularne. Połączone analizy morfologiczne i molekularne wykazały monofiletyzm plemion:
- Tylochromini,
- Hemichromini,
- Pelmatochromini,
- Chromidotilapiini,
- „Haplotilapiini”,

przy czym Heterochromis został umieszczony poza tym kladem.
W dalszych badaniach ustalono, że najczęściej występująca liczba chromosomów w kariotypie ryb w obrębie Pseudocrenilabrinae to 2n = 44. Bazując na charakterystykach kariotypu ustalono, że podrodzina dzieli się wyraźnie na dwie grupy (ang.) tilapiine i haplochromine. Pierwsza z nich obejmuje szeroko rozprzestrzenione ryby powszechnie zwane tilapiami, przez Ethelwynn Trewavas zaliczone do plemienia Tilapiini, i jest parafiletyczna, a druga tzw. pielęgnice wschodnioafrykańskie, przez Kullandera wyodrębniane do podrodziny Haplochrominae. Dalsze badania wykonane przez zespół Julii Schwarzer w 2009 roku z wykorzystaniem DNA wyłoniły w obrębie Haplotilapiini 3 monofiletyczne grupy, siostrzane dla Etia nguti, roboczo nazwane przez autorów: „Oreochromini”, „Boreotilapiini” i „Austrotilapiini”. Nazwy tych grup nie są formalnymi nazwami taksonów i nie należy ich stosować w nomenklaturze zoologicznej zgodnej z ICZN. Badania Schwarzer i współpracowników wykazały zależność rozwoju linii ewolucyjnych pielęgnic od przyjętej strategii rozrodczej oraz rozmieszczenia geograficznego, potwierdziły parafiletyzm rodzaju Tilapia sensu stricto oraz dały podstawy do przeprowadzenia rewizji taksonomicznych w obrębie tej podrodziny.

### Rodzaje
Ze względu na zmiany zachodzące nadal w klasyfikacji podrodziny, poniżej podano wyróżniane w niej rodzaje:
| - Alticorpus - Altolamprologus - Anomalochromis - Aristochromis - Astatoreochromis - Astatotilapia - Aulonocara - Aulonocranus - Baileychromis - Bathybates - Benitochromis - Benthochromis - Boulengerochromis - Buccochromis - Callochromis - Caprichromis - Cardiopharynx - Chalinochromis - Champsochromis - Cheilochromis - Chetia - Chilochromis - Chilotilapia - Chromidotilapia - Congochromis - Copadichromis - Corematodus - Ctenochromis - Ctenopharynx - Cunningtonia - Cyathochromis | - Cyathopharynx - Cyclopharynx - Cynotilapia - Cyphotilapia - Cyprichromis - Cyrtocara - Danakilia - Dimidiochromis - Diplotaxodon - Divandu - Docimodus - Eclectochromis - Ectodus - Eretmodus - Etia - Exochochromis - Fossorochromis - Genyochromis - Gephyrochromis - Gnathochromis - Gobiocichla - Grammatotria - Greenwoodochromis - Haplochromis - Haplotaxodon - Hemichromis - Hemibates - Hemitaeniochromis - Hemitilapia - Heterochromis - Hoplotilapia | - Interochromis - Iodotropheus - Iranocichla - Julidochromis - Konia - Labeotropheus - Labidochromis - Lamprologus - Lepidiolamprologus - Lestradea - Lethrinops - Lichnochromis - Limbochromis - Limnochromis - Limnotilapia - Lithochromis - Lobochilotes - Macropleurodus - Maylandia - Mbipia - Mchenga - Melanochromis - Microchromis - Myaka - Mylochromis - Naevochromis - Nanochromis - Neochromis - Neolamprologus - Nimbochromis - Nyassachromis | - Ophthalmotilapia - Oreochromis - Orthochromis - Otopharynx - Pallidochromis - Paracyprichromis - Parananochromis - Paralabidochromis - Pelmatochromis - Pelvicachromis - Perissodus - Petrochromis - Petrotilapia - Pharyngochromis - Placidochromis - Platytaeniodus - Plecodus - Protomelas - Pseudocrenilabrus - Pseudosimochromis - Pseudotropheus - Pterochromis - Ptyochromis - Pundamilia - Pungu - Pyxichromis - Reganochromis - Rhamphochromis - Sargochromis - Sarotherodon - Schubotzia | - Schwetzochromis - Sciaenochromis - Serranochromis - Simochromis - Spathodus - Steatocranus - Stigmatochromis - Stomatepia - Taeniochromis - Taeniolethrinops - Tangachromis - Tanganicodus - Teleogramma - Telmatochromis - Thoracochromis - Thysochromis - Tilapia - Tramitichromis - Trematocara - Trematocranus - Triglachromis - Tristramella - Tropheops - Tropheus - Tylochromis - Tyrannochromis - Variabilichromis - Xenochromis - Xenotilapia |